# Torneo de Buenos Aires 2016
El Torneo ATP 250 de Buenos Aires de 2016 (conocido por motivos comerciales como Argentina Open presentado por Buenos Aires Ciudad 2016) es un torneo de tenis que pertenece a la ATP en la categoría de ATP World Tour 250. Se disputa del 8 al 14 de febrero de 2016 sobre polvo de ladrillo en el Buenos Aires Lawn Tennis Club, en Buenos Aires, Argentina.

## Cabeza de serie

### Individuales masculinos
| Tenista             | Ranking | Preclasificado |
| Rafael Nadal        | 5       | 1              |
| David Ferrer        | 6       | 2              |
| Jo-Wilfried Tsonga  | 9       | 3              |
| John Isner          | 12      | 4              |
| Dominic Thiem       | 19      | 5              |
| Fabio Fognini       | 24      | 6              |
| Alexandr Dolgopolov | 32      | 7              |
| Pablo Cuevas        | 35      | 8              |

- Ranking del 1 de febrero de 2016

### Dobles masculinos
| Tenista                           | Ranking | Preclasificado |
| Juan Sebastián Cabal Robert Farah | 51      | 1              |
| Máximo González André Sá          | 98      | 2              |
| David Marrero Frank Moser         | 156     | 3              |
| Guillermo Durán Leonardo Mayer    | 157     | 4              |

## Campeones

### Individuales masculinos
Dominic Thiem venció a  Nicolás Almagro por 7-6(2), 3-6, 7-6(4)

### Dobles masculinos
Juan Sebastián Cabal /  Robert Farah vencieron a  Íñigo Cervantes /  Paolo Lorenzi por 6-3, 6-0